# Masateru Yugami
Masateru Yugami (* 14. April 1993 in Kōka) ist ein japanischer Leichtathlet, der sich auf den Diskuswurf spezialisiert hat.

## Sportliche Laufbahn
Erste internationale Erfahrungen sammelte Masateru Yugami bei den Asienmeisterschaften 2017 in Bhubaneswar, bei denen er mit 56,66 m den neunten Platz belegte. 2018 nahm er erstmals an den Asienspielen in Jakarta teil und erreichte dort mit einem Wurf auf 57,62 m den sechsten Rang. Im Jahr darauf wurde er bei den Asienmeisterschaften in Doha mit einer Weite von 57,90 m Vierter und 2023 gelangte er bei den Asienmeisterschaften in Bangkok mit 57,85 m auf Rang sieben. 2025 steigerte er den japanischen Landesrekord in den Vereinigten Staaten auf 64,48 m und löste damit Yūji Tsutsumi als Rekordhalter ab. Ende Mai gewann er bei den Asienmeisterschaften in Gumi mit 60,38 m die Silbermedaille hinter dem Chinesen Abuduaini Tuergong.
2018 wurde Yugami Japanischer Meister im Diskuswurf.